# Geschiedenis van de scheikunde

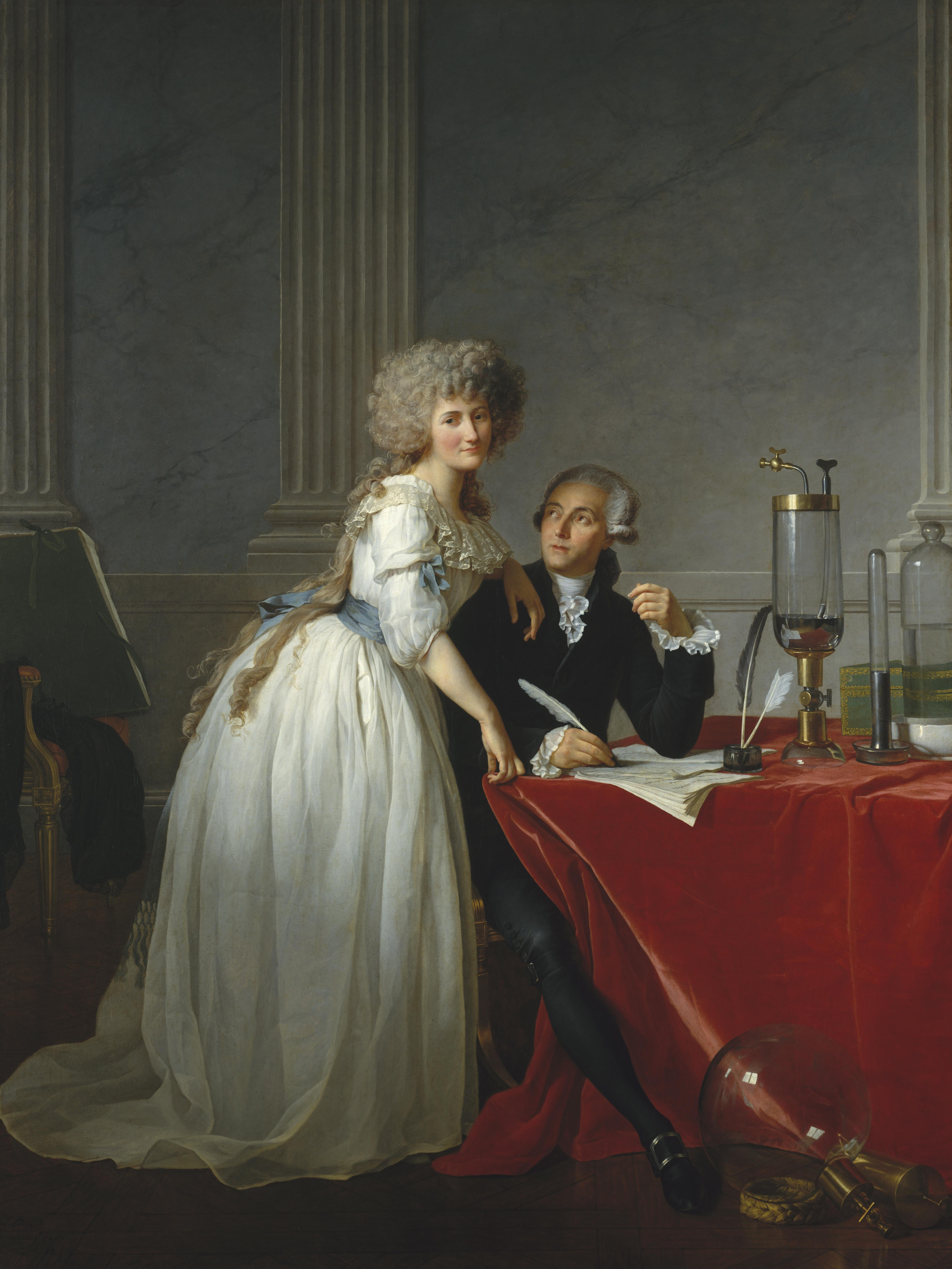
Lavoisier en zijn vrouw door Jacques-Louis David

De geschiedenis van de scheikunde is een onderdeel van de wetenschapsgeschiedenis en begint met het onderscheid tussen scheikunde en alchemie, dat Robert Boyle in zijn The Sceptical Chymist uit 1661 geeft. In de Oudheid was scheikunde voornamelijk verbonden met werktuiglijke handelingen. Het smelten van metalen zoals koper of ijzer uit ertsen, het maken van brons en glas, gebruik van kleurstoffen, het brouwen van bier, wijn produceren, leerlooien, het maken van zeep uit vetten, het maken van eenvoudige en natuurlijke geneesmiddelen of gif voor pijlen, ze kunnen allen als primitieve vormen van scheikunde worden gezien. Op dat moment was scheikunde eerder verbonden met ervaring en praktisch nut, terwijl de scheikunde van vandaag stoelt op een grote theoretische achtergrond en een groot aantal toepassingen in de industrie en laboratoria kent. Bovendien is de scheikunde in de loop der tijd verbonden geraakt met andere natuurwetenschappen, zoals natuurkunde, biologie en geologie.

## Vroegste ontwikkelingen

### Oorsprong
De studie en het gebruik van scheikunde is in feite ouder dan de moderne mens, omdat een van de eerste technieken die onze nog meer op mensapen gelijkende voorouders zich aanleerden het maken van vuur was. Vuur bestaat uit zich mengende gassen: de brandstof en zuurstof uit de lucht, die met elkaar een chemische reactie aangaan en daarbij voldoende warmte vrijmaken om meer brandstof te vervluchtigen.
Hoewel de oorsprong van de scheikunde haar wortels heeft in het oude Babylon, Egypte, en vooral Perzië, kwam de moderne scheikunde op vanaf de tijd van Antoine Lavoisiers ontdekking van de wet van behoud van massa en zijn weerlegging van de phlogistontheorie van verbranding in 1783. Michail Lomonosov vestigde onafhankelijk in de 18e eeuw een chemische traditie in Rusland. Lomonosov verwierp de phlogistontheorie ook en liep vooruit op de kinetische gastheorie. Hij zag warmte als een vorm van beweging en verwoordde de wet van behoud van massa.

### Het vitalisme-debat en organische chemie
Nadat de zaak over de aard van verbranding tot rust was gekomen, gaf Friedrich Wöhlers toevallige synthese van ureum uit anorganische stoffen in 1828 de aanzet tot een ander debat over vitalisme en het essentiële onderscheid tussen organische en anorganische stoffen. Nooit eerder was uit anorganisch materiaal een chemische verbinding gesynthetiseerd. Dit opende een heel nieuw onderzoeksgebied. Tegen het einde van de 19e eeuw konden wetenschappers honderden organische verbindingen synthetiseren. De belangrijkste waren mauve, magenta, en andere synthetische kleurstoffen en stoffen zoals aspirine. De ontdekking droeg ook bij aan de theorie van de isomeren.

### Het debat over atomisme
De hele 19e eeuw waren de chemici verdeeld over de atoomtheorie van John Dalton. Hoewel voorstanders zoals Amedeo Avogadro en Ludwig Boltzmann grote vooruitgang boekten in het uitleggen van het gedrag van gassen, werd dit debat pas in de eerste jaren van de 20e eeuw beëindigd door Jean Perrins experimentele onderzoek naar Einsteins verklaring van de brownse beweging.

## Alchemie
Alchemie is een brede discipline, bestaande uit zowel natuurfilosofie als praktijk, waarvan het traditionele doel met name de productie van de steen der wijzen is. Alchemie komt in veel verschillende vroegere culturen voor. Zo waren er alchemisten in het oude Egypte, in het China van Laozi, in het oude Griekenland van Alexander de Grote en in het Midden-Oosten en het Arabische cultuurgebied in de tijd van de vroege middeleeuwen. Men begin in de twaalfde eeuw in Europa meer kennis te nemen van alchemie, eerst vooral via Arabische bronnen, maar in het westen werd het pas vooral invloedrijk en populair in de Vroegmoderne Tijd, maar tegen het einde van de zeventiende eeuw was de alchemie in zekere zin op zijn retour.
Traditioneel is alchemie sinds de oudheid veelal geassocieerd met de zoektocht naar de steen der wijzen, waarmee gewone metalen konden worden veranderd in edele metalen, zoals goud en minder frequent zilver. Alchemie werd ook verbonden met filosofie, metallurgie, geneeskunde, farmacie, te weten de iatrochemie, en allerlei andere technologische ontwikkelingen en scheikunde. Het is zeker niet altijd eenvoudig in het vroegmoderne West-Europa deze disciplines van elkaar te scheiden, en een duidelijk onderscheid tussen 'chemie' en 'alchemie' is eveneens lastig te maken.
Er waren alchemisten die hun activiteit in verband brachten met hun eigen innerlijke verandering. De alchemie ontwikkelde zich vooral sedert de renaissance in Europa stilaan tot een meer filosofische en spirituele discipline. De leer van het corpuscularianisme kwam in de 17e eeuw op, een eerste stap in de richting van de moderne scheikunde en farmacologie. Toch werd pas later, toen men de bouw van atomen begreep, het idee losgelaten, om goud en andere edele metalen te maken.

## Het periodiek systeem
Over de jaren werden er meer chemische elementen bekend, hetzij door toevallige ontdekking, hetzij door doelbewust onderzoek. Een grote doorbraak in structurering van deze lange lijst was Dmitri Mendelejevs en Lothar Meyers ontwikkeling van het periodiek systeem der elementen.
Mendelejev gebruikte het periodiek systeem om het bestaan en de eigenschappen van germanium, gallium, en scandium te voorspellen. Mendelejev had een andere naam voor deze elementen, respectievelijk ekasilicon, ekaaluminium en ekaboron. Mendelejev deed zijn voorspelling in 1870, Gallium werd in 1875 ontdekt en bleek grofweg de eigenschappen te hebben, die hij had voorspeld. Het periodiek systeem heeft een belangrijke bijdrage geleverd aan het begrijpen van de interne structuur van atomen.